# Thomas Neill Cream
Thomas Neill Cream, conosciuto anche come l'avvelenatore di Lambeth (Glasgow, 27 maggio 1850 – Londra, 15 novembre 1892), è stato un serial killer britannico a cui si attribuisce la prima vittima negli Stati Uniti e altre in Inghilterra, Canada e Scozia.
Cream, che avvelenava le sue vittime, fu giustiziato quando i tentativi di accusare altri per i suoi crimini fecero insospettire la polizia.

## Biografia

### L'infanzia
Nato a Glasgow, Cream crebbe appena fuori Quebec City, in Canada, dopo che la famiglia si trasferì nel paese nel 1854. Frequentò la McGill University a Montreal e si laureò in medicina nel 1876 (con tesi sul cloroformio) e andò quindi a fare pratica post laurea al St Thomas's Hospital Medical School, a Londra; aveva inoltre un motivo in più per attraversare l'Atlantico per l'Inghilterra, dal momento che aveva sposato Flora Brooks, che aveva messo incinta e quasi ucciso mentre le praticava l'aborto: la famiglia della sposa lo costrinse ad andare in chiesa minacciandolo con una pistola. Flora morì, apparentemente per tubercolosi, nel 1877, una morte per la quale tempo dopo sarebbe stato incolpato.

### Omicidio in Ontario
Cream arrivò quindi a Londra nel 1876 per studiare al St. Thomas' Hospital e successivamente ottenne ulteriori qualifiche come medico e chirurgo a Edimburgo nel 1878. Ritornò quindi in Canada per esercitare a London, in Ontario. Nell'agosto 1879 Kate Gardener, una donna con la quale si riteneva avesse una relazione, fu ritrovata morta in un vicolo dietro l'ufficio di Cream, incinta e avvelenata col cloroformio. Cream dichiarò che era stata messa incinta da un noto imprenditore locale, ma dopo che fu accusato di omicidio e di estorsione, fuggì negli Stati Uniti

### Omicidi a Chicago
Cream stabilì il suo studio medico a poca distanza dal quartiere a luci rosse a Chicago, offrendo aborti illegali alle prostitute. Fu indagato nell'agosto del 1880 dopo la morte di Mary Anne Faulkner, una donna alla quale presumibilmente aveva fatto un'operazione, ma sfuggì alla persecuzione causa mancanza di prove.
Nel dicembre 1880 un'altra paziente, Miss Stack, morì dopo un'operazione di Cream, e conseguentemente accusò un farmacista.
Nell'aprile 1881, una donna di nome Alice Montgomery morì per avvelenamento da stricnina dopo un aborto in una pensione a un isolato dall'ufficio di Cream. Si stabilì che era stato un omicidio ma il caso non fu mai risolto. Il luogo, il periodo e le modalità dell'omicidio rendevano Cream un sospettato verosimile.
Il 14 luglio 1881, Daniel Stott morì per avvelenamento da stricnina nella Contea di Boone, in Illinois, dopo che Cream gli aveva fornito un presunto rimedio per l'epilessia. La morte fu attribuita a cause naturali, ma Cream scrisse al coroner attaccando il farmacista per la morte. Cream fu arrestato, insieme alla signora Julia A. (Abbey) Stott, che era diventata l'amante di Cream egli aveva procurato il veleno per uccidere il marito. Aveva testimoniato per evitare la reclusione, incolpando Cream, lasciandolo da solo ad affrontare le accuse di omicidio. Fu condannato all'ergastolo alla Joliet Prison. Una notte degli sconosciuti eressero una lapide sulla tomba di Scott che recitava:
Cream fu scarcerato nel luglio 1891 quando il governatore Joseph W. Fifer commutò la sua condanna dopo che il fratello di Cream chiese clemenza, probabilmente anche dando delle tangenti alla polizia.

### Londra
Con i soldi ereditati dal padre, morto nel 1887, Cream partì per l'Inghilterra, arrivando a Liverpool il 1 Ottobre 1891. Ritornò a Londra e trovò alloggio provvisorio al 103 di Lambeth Palace Road. Lambeth era una zona tormentata dalla povertà, dai piccoli crimini e dalla prostituzione.
Il 13 ottobre 1891, Ellen "Nellie" Donworth, una prostituta diciannovenne, accettò un drink da Cream. Il giorno dopo stava molto male e morì il 16 ottobre per avvelenamento da stricnina. Durante le indagini Cream scrisse al coroner offrendo il nome dell'assassino in cambio di 300.000 sterline. Scrisse inoltre a W. F. D. Smith, proprietario della libreria W H Smith, accusandolo dell'omicidio e chiedendo soldi per il suo silenzio.
Il 20 ottobre, una prostituta di 27 anni di nome Matilda Clover. Si ammalò e morì la mattina dopo; la sua morte fu inizialmente attribuita all'alcolismo.
Il 2 aprile 1892, dopo una vacanza in Canada, Cream ritornò a Londra dove tentò di avvelenare Lou Harvey (nata Louise Harris) che, sospettosa di lui, pretese che ingoiasse le pillole che cercava di darle. Se ne liberò senza essere vista gettandole nel Tamigi.
L'11 aprile, Cream incontrò due prostitute, Alice Marsh, 21 anni, e Emma Shrivell, 18, e si fece portare nel loro appartamento dove offrì loro delle bottiglie di Guinness. Cream se ne andò prima che la stricnina che aveva aggiunto facesse effetto. Entrambe le donne morirono dopo una lunga agonia.

### La cattura
La motivazione per la serie di avvelenamenti non è mai stata trovata. Si ritiene che Cream fosse un sadico che si divertiva al pensiero delle sue vittime agonizzanti (anche se non era fisicamente presente per assistervi). Tuttavia, Cream era sempre avido: dall'inizio della serie di crimini Cream scrisse lettere di ricatto a persone illustri; e l'avvelenamento di una vittima maschile, Daniel Stott, fu fatta nella speranza che la ricca vedova dividesse i beni della vittima con lui.
Ci sono solo tre persone di cui si ha la certezza di tentato ricatto, nonostante potrebbe aver cercato di avvicinare più persone. La prima fu Frederick Smith, il figlio dell'ex capo ammiraglio e membro della Camera dei Comuni, William Henry Smith. Fred Smith era appena stato eletto nel seggio della Camera dei Comuni che il padre aveva tenuto per decenni, e ricevette una lettera di aver accusato Ellen Donworth. C'era il suggerimento di assumere un avvocato per evitare che fosse rovinato dalla scoperta delle prove. Smith inviò la lettera a Scotland Yard. La contessa Russell, nel mezzo di una serie di caotiche azioni civili contro il conte Russell che sarebbero culminate in un controverso divorzio nel 1900, ricevette una lettera in cui l'ex marito veniva accusato degli avvelenamenti e che le prove potevano essere comprate. Questa volta il ricatto era diverso, perché la contessa sarebbe stata molto felice di avere questo tipo d informazioni. Dichiarò che mostrò la lettera al suo avvocato Sir George Henry Lewis ma dopo che gli fu restituita la perse. Ci sono possibilità che incontrò Cream e gli restituì di persona la lettera, ma queste 'prove' contro il marito non vennero mai scoperte. Alla fine Cream scrisse una lettera al medico (dopo divenne Sir) William Broadbent. La lettera accusò Broadbent di aver avvelenato Matilda Clover. Broadbent inviò la lettera a Scotland Yard.
La rovina di Cream furono i tentativi di accusare due rispettabili e innocenti medici. Scrisse alla polizia accusando i due colleghi di aver ucciso diverse donne, inclusa Matilda Clover. Non solo accertarono subito l'innocenza dei due medici, ma si accorsero che c'era qualcosa di significativo nelle lettere dell'anonimo accusatore: aveva fatto riferimento all'omicidio di Matilda Clover. Infatti, la morte della Clover era stata attribuita a cause naturali, relative al suo alcolismo. La polizia si rese quindi conto che l'accusatore che aveva scritto la lettera era il serial killer che i giornali avevano soprannominato 'l'avvelenatore di Lambeth'.
Non molto tempo dopo, Cream incontrò un poliziotto di New York che stava visitando Londra. Il poliziotto aveva sentito parlare dell'avvelenatore di Lambeth, e Cream gli diede un breve tour dei luoghi dove le vittime avevano vissuto. L'americano lo raccontò a un poliziotto inglese che trovò la descrizione accurata di Cream sospetta.
La polizia di Scotland Yard mise Cream sotto sorveglianza, scoprendo subito la sua abitudine di frequentare prostitute. Contattarono la polizia negli Stati Uniti e appresero di una condanna del sospettato per omicidio con avvelenamento nel 1881.
Il 13 luglio 1892, Cream fu accusato dell'omicidio di Matilda Clover. Dall'inizio insistette che lui era solo il Dottor Thomas Neill, non Thomas Neill Cream, e i giornali nel raccontare la vicenda si riferirono a lui come Dr. Neill la maggior parte delle volte. Il processo durò dal 17 al 21 ottobre 1892. Fu arrestato e condannato a morte.
Meno di un mese dopo la sua condanna, il 15 novembre, Cream fu impiccato alla prigione di Newgate da James Billington. Come era abitudine per tutti i condannati a morte, il suo corpo fu seppellito lo stesso giorno in una tomba senza nome all'interno delle mura della prigione.

## "Sono Jack lo..."
Billington dichiarò che le ultime parole di Cream sul patibolo furono "Sono Jack lo..." Billington parlò di questo avvenimento dicendo di aver giustiziato il famoso serial killer Jack lo Squartatore. Questa rivendicazione rimane senza conferme, dal momento che poliziotti ed altri che erano presenti non fecero alcuna menzione dell'accaduto. Cream era in prigione nel 1888 nel periodo degli omicidi, e sarebbe stato impossibile per lui essere l'esecutore. Ciò nonostante, Donald Bell suggerì che avrebbe potuto corrompere le guardie ed aver lasciato la prigione prima del suo rilascio ufficiale, e Sir Edward Marshall-Hall dichiarò che la sua condanna in prigione poteva essere stata scontata da un sosia. Queste ipotesi sono improbabili e contraddette dalle autorità dell'Illinois, dai giornali dell'epoca, dagli avvocati di Cream, dalla sua famiglia e da Cream stesso.
Uno dei biografi di Cream suggerì che Cream, sul patibolo e pronto ad essere impiccato, perse il controllo delle sue funzioni corporee ed abbia detto "sto eiaculando", che potrebbe essere stato confuso con "Sono Jack".
Lo scrittore anglo canadese Chris Scott vinse un Arthur Ellis Award per la categoria miglior romanzo categoria Crime nel 1989 per Jack, un romanzo basato sull'idea che Cream fosse realmente Jack lo Squartatore.